# Film Noir (película de 2007)
Film Noir es una película serbio-estadounidense de 2007 de animación que pertenece a los géneros de neo-noir, acción y suspenso.

## Argumento
El detective privado Sam Ruben despierta al pie del famoso letrero de "HOLLYWOOD" junto a una escena de un crimen que aparentemente él ha cometido. Sin embargo no recuerda absolutamente nada, ya que es víctima de la amnesia. Lo reconocen como David Hudson (un malhechor con cuentas pendientes), y es perseguido por unos matones para ser asesinado y no sabe por qué ni quienes lo quieren muerto. Después de ser atacado por el verdadero Hudson y perder el conocimiento, tiene un sueño donde recupera la memoria y atando cabos se da cuenta de que él no es Hudson, sino Ruben, que un hombre rico lo contrató para seguir a Hudson, y que mediante una cirugía plástica planeda por él mismo es como ha pasado por el maleante. Tiene entonces que aclarar su inocencia por los crímenes para safarse de la muerte que lo acecha y quedar libre de los cargos con la policía. Se da cuenta de que Hudson es perseguido porque ayudó a realizar una película snuff para un viejo rico y éste es quien quiere asesinarlo para no dejar cabos sueltos. Los asesinatos de los implicados con Hudson (el doctor) y Ruben (su secretaria) empiezan a indicar que están acercándose al protagonista de la historia y es cuando logra, mediante la revelación de la existencia de la cinta a la policía, librarse del viejo a la vez que pactar con la policía para que lo dejen libre.

## Intertextualidad
- El extraño caso del doctor Jekyll y míster Hyde, Sam Ruben parece no recordar quién es, sin embargo la posible identidad que asume, la de David Hudson, parece ser totalmente opuesta a lo que el desearía, pues es detestable, despiadada y violenta, como el Dr. Jekyll que se transformaba en el señor Hyde[1]
- Contracara, como en la película donde los personajes de John Travolta y Nicolas Cage (el policía y el ladrón) intercambian rostros, así San Ruben y David Hudson también intercambian sus rostros por medio de cirugía plástica[1]

## Frases
- First you woke up, then the nightmare begins (Primero despiertas, después comienza la pesadilla). Del avance de la película.
- The more you remember, the more you want to forget (Entre más recuerdas, más quieres olvidar). Del avance de la película.
- The more you know about yourself, the less you like the man (Entre más sabes de ti, menos te gusta el hombre). Del avance de la película.
- My face was the face of a stranger (Mi cara es la cara de un extraño), Sam Ruben cuando despierta con amnesia y se ve al espejo.
- There is only one thing it seems certain. I was the bad guy in this history (Solo una cosa parecía segura. Yo era el malo en esta historia), Sam Ruben cuando escapa dejando el cadáver del policía al inicio de la cinta.
- There is only one solution for all of us. David Hudson has to disappear (Solo hay una solución para todos nosotros. David Hudson debe desaparecer), el doctor que realizó la cirugía escribe la nota en su cuaderno mientras cree tener a Sam desmayado, pero este se despierta y golpea al doctor, luego lee la nota en el cuaderno.